# Esztergályos Ferenc
Esztergályos Ferenc (Szeged, 1927. március 4. – Budapest, 2002. július 31.) magyar diplomata, nagykövet, külügyminiszter-helyettes.

## Pályafutása
Tisztviselőcsaládban született, 1945-ben érettségizett, ezt követően belépett a Magyar Kommunista Pártba, ahol a Magyar Demokratikus Ifjúsági Szövetség szervezőtitkára lett. 1947-től a rendőrség Államvédelmi Osztályánál (ÁVO) dolgozott, majd 1950-től 1952-ig az ÁVH Hírszerzési Főosztályának vezetői tisztét töltötte be. 1952-56 között a Magyarok Világszövetsége főtitkár-helyettese volt.
1957-60-ig Magyarország bécsi nagykövetsége beosztott diplomatájaként a hazatelepítési bizottság vezetője, feladata az 1956-ban disszidált, de külföldön megkapaszkodni nem tudó, politikailag vállalható magyarok hivatalos visszatelepítésének megszervezése volt. 1960-63 között a Külügyminisztérium II. osztályának vezetőhelyetteseként dolgozott, majd 1963. június 14-től Magyarország stockholmi nagykövetsége vezetője lett kezdetben követi, majd 1964. március 11-től nagyköveti rangban 1969. augusztus 4-ig. Akkreditálva volt Izlandon 1963-69-ig, és 1963-tól Norvégiában az oslói nagykövetség 1967-es megnyitásáig. Hazatértét követően 1969-ben a minisztérium skandináv államokkal foglalkozó VI. Területi Osztályának vezetőjének nevezték ki. 
1973-ban a vietnámi háború Nemzetközi Ellenőrző és Felügyelő Bizottságának magyar delegációját vezette, ekként a nemzetközi bizottság elnöki tisztét is betöltötte egy rövid ideig. Visszatérése után ismét elfoglalta osztályvezetői pozícióját 1975-ig, amikor április 8-án kinevezték a washingtoni nagykövetség élére. Személyiségét utólag Carl W. Schmidt amerikai diplomata – aki 1988-ban az amerikai külügyminisztérium nemzetközi kereskedelmi, majd kelet-európai osztályát vezette – úgy értékelte, hogy Esztergályos következetesen képviselte a magyar érdekeket, jól ismerte és értette Washingtont, hitele volt az ottani politikai körökben. 1981. szeptember 2-ig volt amerikai nagykövet, majd a külügyminisztériumban főosztályvezetőként dolgozott, ahonnan 1983. augusztus 11-én külügyminiszter-helyettesnek nevezték ki.
E tisztében Házi Vencelt és Szarka Károlyt váltotta.
1986. április 30-án mentették fel külügyminiszter-helyettesi pozíciójából (utóda Kovács László lett). 1986. május 8-tól Magyarország New York-i ENSZ-képviseletének a vezetője volt nagyköveti rangban a rendszerváltozásig: 1990. április 4-én megbízatását – érdemei elismerése mellett – visszavonták, az év végén nyugállományba vonult.
Búcsúztatására 2002. augusztus 14-én az Új köztemető szóróparcellájában került sor.